# Jules Chanoine
Pour les articles homonymes, voir Chanoine (homonymie).
Jules Chanoine, né à Dijon le 18 décembre 1835 et mort le 9 janvier 1915 à Baudement, est un général français, ministre de la guerre en 1898, lors de l'affaire Dreyfus.

## Biographie

### Famille
Jules Chanoine naît au domicile de ses parents, au 25 rue Berbisey, et est le fils de Sulpice Jules Chanoine, procureur du Roi au tribunal de première instance de Dijon (il finit sa carrière en tant que conseiller à la Cour d'appel de Dijon, chevalier de la Légion d'honneur) et de Marie Flore André son épouse. Il est le petit-fils d'un officier de cavalerie sous le Premier Empire et neveu de l'ingénieur Jacques Henri Chanoine. Il est issu de la famille fondatrice de la maison de champagne Chanoine Frères. 
En 1870 à Paris, il épouse Marguerite Frossard, fille du général Charles Auguste Frossard, gouverneur du prince impérial (fils de l'empereur Napoléon III). Il a de cette union trois fils, tous élèves à l’École de Saint-Cyr, dont le capitaine Julien Chanoine et le général Jacques Chanoine, et trois filles (Henriette, Germaine et Madeleine).

### Carrière militaire
Entré à l’École de Saint-Cyr à 16 ans et demi, il en sort dans le corps d’état-major puis, à la suppression de ce dernier en 1880, passe dans la cavalerie. 
Il s’illustre en Algérie et en Chine — il est nommé chevalier puis promu officier de la Légion d’honneur à respectivement 20 et 24 ans — avant de mener la première mission militaire française au Japon en 1867. 

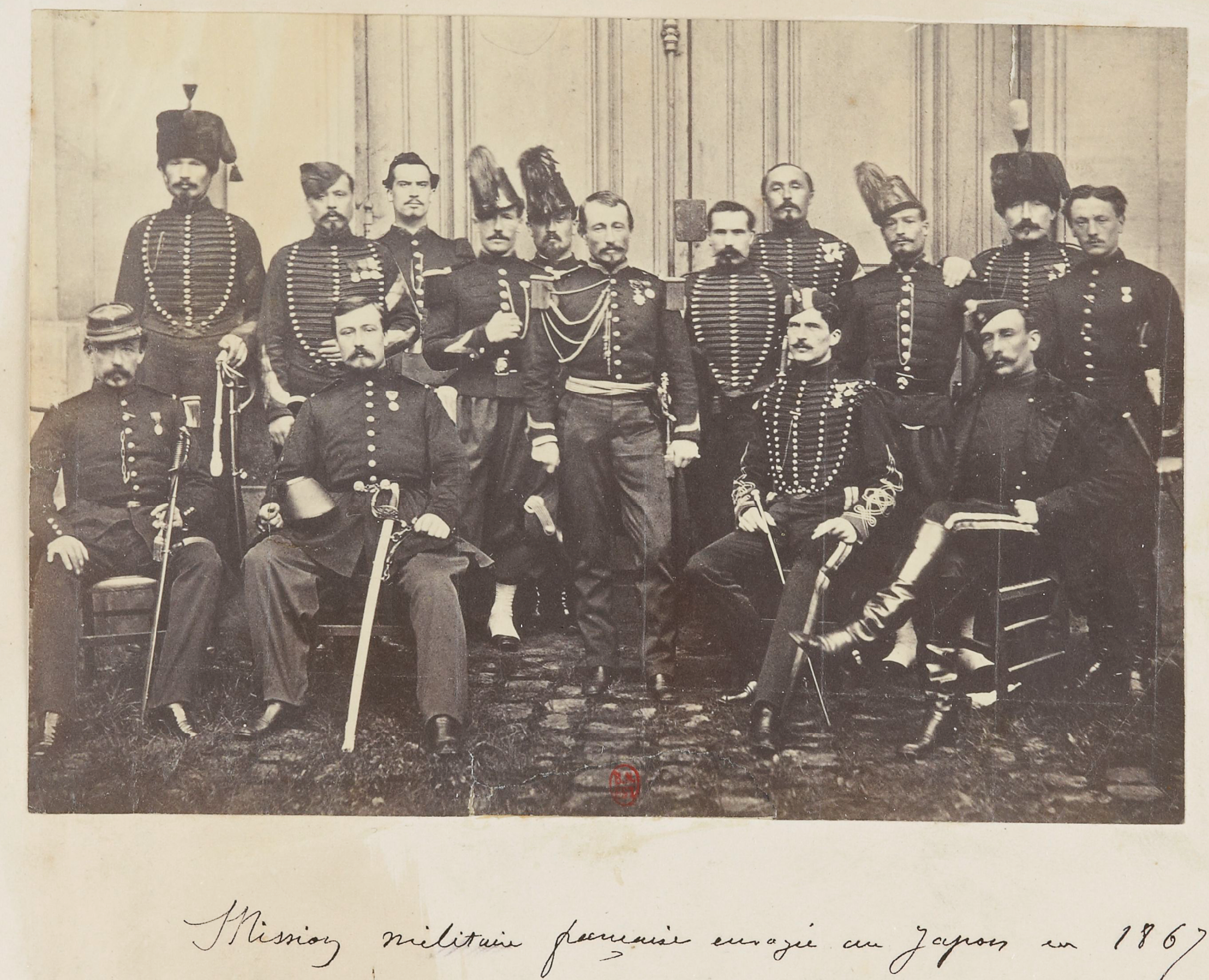
La mission au Japon dirigée par Jules Chanoine. Alors capitaine, il est au centre de la photo; son adjoint Jules Brunet est en partant de la droite, au premier rang.

Attaché militaire à Saint-Pétersbourg puis à Pékin, commandant la 1re division d’infanterie, il reste très longtemps général de brigade (près de huit ans), pénalisé par le classement de l’arme de la cavalerie alors qu’il exerce un commandement d’infanterie.

### Carrière politique
Passé général de division, il est l’un des éphémères ministres de la Guerre (de septembre à octobre 1898) du cabinet d'Henri Brisson pendant l’affaire Dreyfus. Pendant le procès de Rennes lié à cette affaire (où il témoigne pour l'accusation), en août et septembre 1899, il apprend par la presse les nouvelles des massacres commis par la mission Voulet-Chanoine en Afrique. C'est une expédition militaire dont son fils Julien Chanoine est le commandant en second. Il apprend aussi la mort de son fils tué par sa propre troupe coloniale. Il va se battre ensuite pour tenter de cerner les circonstances de cette mort, se heurtant à l'administration militaire qui cherche essentiellement à protéger l'honneur de l'armée. 
Sa démission de son ministère, sans avertissement, à la tribune de la Chambre le 25 octobre, provoque la chute du gouvernement le 26 octobre 1899. À la suite de quoi le général Chanoine occupe plusieurs emplois et missions jusqu'à sa retraite en 1900. 
Il est également membre de la Société de géographie et de la Société académique de l'Aube.
Il est inhumé dans le caveau familial du cimetière du Père-Lachaise.

## Décorations
Source principale : 
Décorations françaises :
- Grand officier de la Légion d'honneur (1897) [7] ; commandeur en 1889, officier en 1860, chevalier en 1856 ;
- Officier de l'Instruction publique (1878) ;
- Médaille commémorative de l'expédition de Chine (1860) ;
- Médaille coloniale avec « Algérie » (1880) ;
- Médaille commémorative de la guerre 1870–1871.

Décorations et ordres étrangers : 
- Chevalier de 1re classe de l'ordre de Sainte-Anne de Russie (1878) ;
- Ordre du Soleil levant de 3e classe (Japon) (1878) ;
- Commandeur de l'ordre du Dragon d'Annam (1895) ;
- Ordre du Trésor sacré de 1re classe (Japon) (1895)[8] ;
- Croix de Saint-Stanislas (Russie) de 2e classe (1874) ;
- Ordre de la Couronne de fer d’Autriche de 2e classe (1899) ;
- Ordre du Christ du Portugal de 2e classe (1899).